# Rúben Vinagre
Rúben Gonçalo da Silva Nascimento Vinagre (9 d'abril de 1999) és un futbolista professional portugués que juga com a carriler esquerre pel Legia Varsòvia.